# 솽차오역
솽차오역(중국어 간체자: 双桥站, 정체자: 雙橋站은 중국 베이징시 차오양구 싼젠팡 지구( 젠궈로·징퉁 쾌속로·솽차오로 교차로 중앙에 위치한 베이징 지하철 바퉁선의 역이다.

## 위치
이 역은 징퉁 쾌속로(京通快速路)와 솽차오로(双桥路)가 교차하는 입체교차로 지점에 위치해 있으며, 남쪽으로는 퉁후이하(通惠河)가 있다.

## 역 구조
| 2층 승강장 | 상대식 승강장, 오른쪽 출입문이 열림 | 상대식 승강장, 오른쪽 출입문이 열림    |
| 2층 승강장 | ←                                   | ■ 바퉁선 구청(1호선) 방면(촨메이 대학) |
| 2층 승강장 | →                                   | ■ 바퉁선 유니버설 리조트(관좡)         |
| 2층 승강장 | 상대식 승강장, 오른쪽 출입문이 열림 |                                        |
| 1층        | 대합실                              | 고객 센터, 자동발매기, 개집표기        |

## 출구
이 지하철역에는 A(서), B(동) 출구가 2개 있는데 모두 솽차오 인터체인지 아래에 있다.
|                     |                                                            |      |  |
| 출구                | 출구 인근                                                  | 사진 |  |
| 出口 · A            | 젠궈로, 솽차오로, 솽후이위안 소구, 베이징 솽차오 완다 광장 |      |  |
| 出口 · B            | 젠궈로(建国路), 솽차오로(双桥路)                           |      |  |
| 아이콘 설명: 경사로 |                                                            |      |  |

## 사진

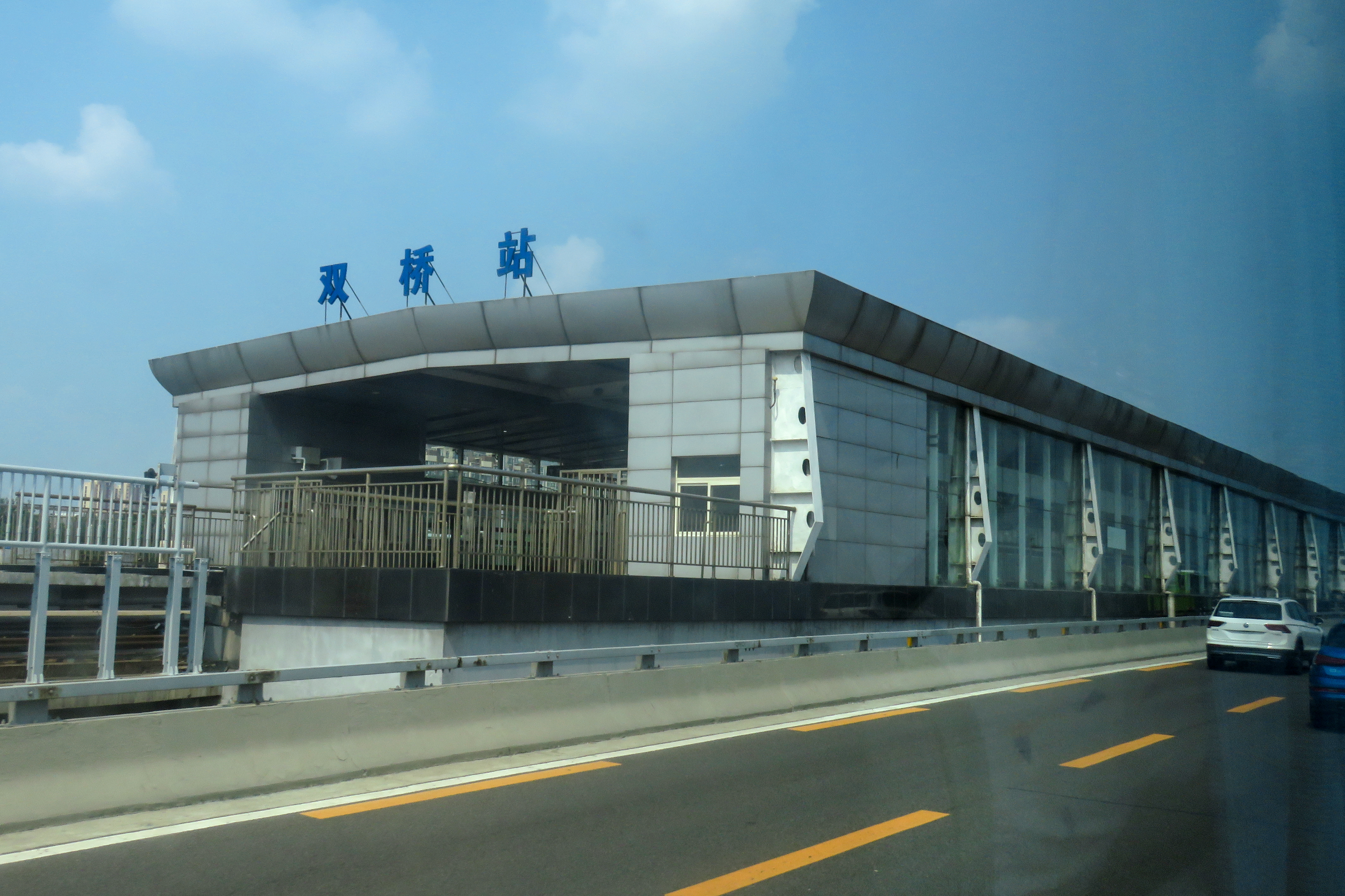
솽차오역 역사 (2018년 7월)
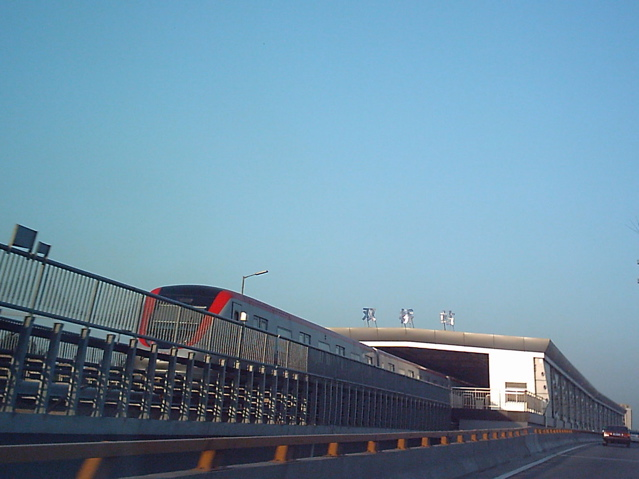
솽차오역에 진입하는 열차